# Tera Melos
Tera Melos — американская мат-рок-группа из Сакраменто, Калифорния, образованная в 2004 году. Они сочетают в себе множество стилей рока, эмбиент-электронику и нетрадиционные структуры песен. В настоящее время они состоят из трёх участников, основателей — гитариста, клавишника и вокалиста Ника Рейнхарта и басиста Натана Латоны, а также барабанщика Джона Кларди, который присоединился к группе в 2008 году. Tera Melos играют музыку, характеризующуюся быстро меняющимися ритмическими рисунками, «старт-стоп» динамикой, импровизацией, двуручным тэппингом на гитаре, расширенными открытыми бриджами и использованием педалей эффектов и сэмплеров.

## Характеристики
Стиль
Звучание Tera Melos можно охарактеризовать как математический рок, экспериментальный рок и панк-джаз с влиянием прогрессивного рока и постхардкора. Критик AllMusic Джейсон Лимангровер написал, что группа сочетает «агрессию панка с техническими тонкостями прог-рока», используя «резкие смены тактов и бессвязные гитарные рифы с близким сходством с Don Caballero и Hella». В музыке группы также присутствуют гитарные партии, а также угловатые басовые риффы и расщепленные джазовые барабаны, дополненные эмбиентной электроникой и редкими вокальными линиями.
Начиная с Patagonian Rats в 2010 году, группа начала добавлять поп-элементы и гармоническое пение в свое звучание, «перейдя от нетрадиционных песенных структур построка, основанного на эмбиенте, к гипертехничному гитарному попу». Их третий альбом X’ed Out (2013) включал в себя влияния скейт-панка, дрим-попа и прото-эмо.

## Дискография
Смотри статью «Дискография Tera Melos» в англ. разделе.
- Untitled (2005) Springman, переиздан в 2010 на Sargent House
- Patagonian Rats (2010) Sargent House
- X’ed Out (2013) Sargent House
- Trash Generator (2017) Sargent House